# Paul de Borman
Paul de Borman (Sint-Joost-ten-Node, 1 december 1879 - Oostende, 21 april 1948) was een Belgisch tennisser uit het begin van de 20e eeuw. Hij wordt algemeen aanzien als de pionier van het Belgische tennis. Van 1946 tot 1947 was hij voorzitter van de International Tennis Federation.
De Borman was medeoprichter van de Royal Léopold Club in 1898. Zijn topjaar was ontegensprekelijk het jaar 1904, toen hij samen met William le Maire de Warzée de finale tegen de Britse Eilanden verloor van de International Lawn Tennis Challenge, de latere Davis Cup. Dat jaar behaalde hij ook de halve finale in het tennistoernooi van Wimbledon.
De Borman was negenmaal Belgisch kampioen enkelspel, tussen 1898 en 1912. Daarna werd hij voorzitter van de tennisafdeling van de Royal Léopold Club. Vanaf 1931 tot aan zijn dood in 1948 was hij voorzitter van de Raad van bestuur van de club.
Zijn naam leeft voort in de in 1920 opgerichte Beker de Borman, het officiële Belgische kampioenschap voor de jeugd. Het stadion van de Royal Léopold Club, dat in 1952 werd gebouwd, draagt eveneens zijn naam.
Paul de Borman huwde in 1907 met Anne de Selliers de Moranville, die eveneens een bekend tennisster werd. Zij nam in 1920 en in 1924 voor België deel aan de Olympische Spelen. Hun kinderen, Geneviève (1908-1995), Léopold (1909-1979) en Myriam (1915-1975), werden eveneens Belgisch kampioen tennis.

## Prestatietabel
| Legenda | Legenda                          |
| ------- | -------------------------------- |
| g.t.    | geen toernooi gehouden           |
| l.c.    | lagere categorie                 |
| –       | niet deelgenomen                 |
| G       | uitgeschakeld in de groepsfase   |
| 1R      | uitgeschakeld in de eerste ronde |
| 2R      | uitgeschakeld in de tweede ronde |
| 3R      | uitgeschakeld in de derde ronde  |
| 4R      | uitgeschakeld in de vierde ronde |
| KF      | uitgeschakeld in de kwartfinale  |
| HF      | uitgeschakeld in de halve finale |
| F       | de finale verloren               |
| W       | het toernooi gewonnen            |
| w-v     | winst/verlies-balans             |

| Toernooi  | 1902 | 1904 | 1905 | 1909 | 1911 | 1912 | 1913 | 1914 | 1920 | 1921 | 1922 |
| --------- | ---- | ---- | ---- | ---- | ---- | ---- | ---- | ---- | ---- | ---- | ---- |
| Wimbledon | 4R   | HF   | 2R   | 3R   | 4R   | 2R   | 1R   | 2R   | 2R   | 2R   | 1R   |